# Xylotrechus dalatensis
Xylotrechus dalatensis är en skalbaggsart som beskrevs av Maurice Pic 1928. Xylotrechus dalatensis ingår i släktet Xylotrechus och familjen långhorningar. Inga underarter finns listade i Catalogue of Life.